# Betty Leslie-Melville
Betty Leslie-Melville (* 7. März 1927 in Baltimore, Maryland; † 23. September 2005) war eine US-amerikanische Tierschutzaktivistin und bekannt als  Lady Giraffe.
Sie kümmerte sich mit ihrem Ehemann Jock Leslie-Melville 40 Jahre lang um Uganda-Giraffen. Dazu gründeten sie 2005 den African Fund for Endangered Wildlife USA.

## Publikationen (Auswahl)
Belletristik
- A Falling Star. True Story of Romance. Macmillan Publ., London 1986, ISBN 0-0258-3980-2.
- Walter Warthog. Harcourt Brace, Orlando, Fla. 1993, ISBN 0-1530-2226-4.

Sachbücher
- Elephant Have Right of Way. Life With the Wild Animals of Africa. Doubleday, New York 1992, ISBN 0-3853-0622-9.
- Raising Daisy Rothschild. Vikingn Press, London 1978, ISBN 0-7139-1177-8 (zusammen mit Jock Leslie Melville).